# Standard Motor Construction Company
Standard Motor Construction Company war ein US-amerikanischer Hersteller von Automobilen.

## Unternehmensgeschichte
Das Unternehmen wurde 1904 in Jersey City in New Jersey gegründet.  Die Produktion von Automobilen begann im Werk der aufgelösten U. S. Long Distance Automobile Company. Der Markenname lautete offiziell Standard, inoffiziell im ersten Jahr auch Standard Tourist U. S. Long Distance. Das Unternehmen erwarb eine Lizenz des Selden-Patents und hatte somit keine gerichtlichen Probleme mit George Baldwin Selden zu erwarten.
Im Sommer 1905 endete die Produktion. Das Unternehmen wurde aufgelöst. Edward Ringwood Hewitt erwarb die Selden-Lizenz und nutzte sie ab 1906 in seiner Hewitt Motor Company.

## Fahrzeuge
Im Gegensatz zu den Wagen von U. S. Long Distance, die kleine Ein-, Zwei- und Dreizylindermotoren hatten, wiesen die Fahrzeuge von Standard Vierzylindermotoren auf. Sie leisteten 25 PS. Die Motorleistung wurde über ein Dreiganggetriebe und eine Kette an die Hinterachse übertragen.
1904 gab es den Tourist. Er hatte ein Fahrgestell mit 241 cm Radstand. Der Aufbau war ein offener Tourenwagen. Er bot Platz für fünf Personen. Der Neupreis betrug 3000 US-Dollar.
1905 folgte der 25 HP. Der Radstand wurde auf 277 cm verlängert. Der Tourenwagen kostete nun 3500 Dollar. Dazu kam ein Landaulet für 3900 Dollar.

## Modellübersicht
| Jahr | Modell  | Zylinder | Leistung (PS) | Radstand (cm) | Aufbau                 |
| ---- | ------- | -------- | ------------- | ------------- | ---------------------- |
| 1904 | Tourist | 4        | 25            | 241           | Tourenwagen            |
| 1905 | 25 HP   | 4        | 25            | 277           | Tourenwagen, Landaulet |

## Übersicht über Pkw-Marken aus den USA, die mitStandardbeginnen
| Marke       | Hersteller                                   | Vermarktungsbeginn | Vermarktungsende | Ort, Bundesstaat           |
| ----------- | -------------------------------------------- | ------------------ | ---------------- | -------------------------- |
| Standard    | Boston Automobile Company                    | 1900               | 1900             | Bar Harbor, Maine          |
| Standard    | Standard Motor Vehicle Company (New Jersey)  | 1900               | 1901             | Camden, New Jersey         |
| Standard    | Standard Motor Vehicle Company (Kalifornien) | 1901               | 1902             | Oakland, Kalifornien       |
| Standard    | Standard Motor Construction Company          | 1904               | 1905             | Jersey City, New Jersey    |
| Standard    | St. Louis Car Company                        | 1910               | 1911             | St. Louis, Missouri        |
| Standard    | Standard Car Manufacturing Company           | 1911               | 1915             | Jackson, Michigan          |
| Standard    | Standard Engineering Company                 | 1914               | 1914             | Chicago, Illinois          |
| Standard    | Standard Steel Car Company                   | 1914               | 1923             | Butler, Pennsylvania       |
| Standard GE | Standard Gas Electric Power Company          | 1909               | 1910             | Philadelphia, Pennsylvania |